# Сендер, Гладис
Гладис Роза Сендер Урбина де Мейер (исп. Gladys Rosa Zender Urbina de Meier; род. 19 октября 1938, Лима) — королева красоты из Перу, выиграла титул «Мисс Перу» в 1957 году и стала первой участницей из Латинской Америки, выигравшей титул «Мисс Вселенная».

## Мисс Вселенная
Конкурс Мисс Вселенная 1957 проходил в Лонг-Бич в Калифорнии. На тот момент ей исполнилось 18 лет, через несколько месяцев она достигла минимального возраста требования по возрасту. Но жюри конкурса решило, что она сохранит корону, потому что в Перу лицо считается на один год старше, даже если прошло шесть месяцев с прошлого дня рождения. Кстати, в том же году участница из США Леона Гейдж была дисквалифицирована с конкурса Мисс Вселенная, а также потеряла титул Мисс США после того как она участвовала в конкурсе, находясь в браке и являясь матерью двух детей; Мисс Аргентина, Моника Лама, заменила Гейдж в полуфинале конкурса Мисс Вселенная.
- Она вылетела из Международного аэропорта имени Джона Кеннеди в Нью-Йорке и прилетела в аэропорт Хорхе Чавеса в Лиме, в Перу, где её встречали тысячи поклонников.
- Caretas, один из самых популярных в Перу журналов, вскоре опубликовал фотографию Сендер на обложке. Также были размещены публикации о ней под цветной обложкой.
- Известный перуанский композитор Алисия Магуина создала песню под названием «Полька Гладис Сендер»

## Частная жизнь
Гладис Сендер вышла замуж за Антонио Майера в 1965 году и уединилась в семейной жизни; у них 4 детей. Их сын, Кристиан Мейер, является известным актером и певцом в Перу и достиг некоторой известности в других странах Латинской Америки.
В 2003 году Сендер позволила журналу Caretas сфотографировать её и её мужа на выставке коллекции искусства инков.